# Víctor Estrella
Víctor Estrella Burgos (Santiago, 2 de agosto de 1980) es un extenista profesional dominicano. El 11 de mayo de 2015 alcanzó su mejor ranking ATP en individuales, cuando logró ser el número 43.º. Ha conseguido todos sus logros tenísticos después de los 30 años, ingresando al Top 100 del ranking ATP por primera vez a los 33 años, y ganando su primer título ATP e ingresando al Top 50 con más de 34 años. En la modalidad de dobles alcanzó el puesto 135 el 13 de julio de 2015.
Se retiró oficialmente durante el Challenger de Santo Domingo el 9 de octubre de 2019.

## Carrera

### Copa Davis
Es miembro del Equipo de Copa Davis de República Dominicana desde el año 1998. Tiene un récord individual a favor de 33-13 y uno de 18-18 en dobles, completando un récord general de 51-31. Es el jugador que más partidos ha ganado en la historia de la competición para su país, también es el dominicano con más triunfos en individuales y en dobles. Es también el que más años ha participado (15 en total) y el que más eliminatorias ha disputado (38) en toda la historia de la Davis para su selección. Por último es junto a Jhonson García la mejor dupla de la historia del tenis dominicano.

### 2009
Gana en este año sus dos primeros títulos de la categoría ATP Challenger Series. Ambos fueron en la modalidad de dobles y ambos fueron en el mes de mayo. Primero ganó el Challenger de Pereira disputado en Colombia, junto al brasilero João Souza y posteriormente el Challenger de Sarasota en Estados Unidos junto al mexicano Santiago González.

### 2010-2013
Vuelve a ganar otro título junto al mexicano González en la ciudad mexicana de Cancún en noviembre de 2010. En 2011 gana su primer título en individuales. Se hace con el Challenger de Medellín derrotando en la final a Alejandro Falla. En 2012 gana el Challenger de Bogotá en dobles junto al brasilero Marcelo Demoliner y en 2013 obtiene su segundo título en individuales al derrotar en la final del Quito Challenger al argentino Marco Trungelliti.
En noviembre de 2013 Estrella se coronó campeón del Seguros Bolívar Open Bogotá, torneo Challenger Series de 125 mil dólares que terminó en el Club Campestre El Rancho, con la presencia de cerca de 2.800 espectadores. Estrella se quedó con el título al derrotar en la final al brasileño Thomaz Bellucci, a quien venció con parciales 6-2, 2-0 y retiro de su oponente por una molestia abdominal que lo obligó a abandonar cuando se completaban 43 minutos de partido.

### Surgimiento desde 2014
El dominicano comenzó la temporada en la posición 144, con dos derrotas consecutivas en los Challenger de San Pablo y Challenger de Bucaramanga. Pero en la Copa Davis 2014 aportó lo suyo para un triunfo histórico y en la vuelta al tour encausó la curva ascendente. Primero, semifinales en el Challenger de Dallas; luego, buen paso por la qualy del Torneo de Memphis, donde estuvo a un paso de jugar su segundo torneo ATP. Y de corrido, final en el Challenger de Morelos más título en el Challenger de Salinas. Con el agregado del cambio de superficie: en México, canchas duras; en Ecuador, polvo de ladrillo.
En el Challenger de Salinas 2014, Estrella disputó su segunda final consecutiva, el dominicano venció por 6-3 y 6-4 al argentino Andrea Collarini, a los 33 años, aseguró su ingreso al Top 100 de la ATP,]]. que además lo dejó en puestos de ingreso directo para Roland Garros, lo cual lo convirtió en el primer dominicano en alcanzar una participación en un Grand Slam de la ATP.

#### Roland Garros
En la primera ronda de Roland Garros 2014 el dominicano se enfrentó al polaco Jerzy Janowicz número 21 del mundo al momento del enfrentamiento, un joven de 23 años de edad del cual perdió en 4 sets 6-1 6-4 7-6 6-4, pero el haber ganado un set también lo llevó a la historia al ser el primer dominicano en conseguir tal logro en un Grand Slam y pese a la derrota, consiguió los puntos necesarios para escalar al puesto 90 del mundo. Pese a ser despacahado en Primera ronda, Estrella se alzó con una bolsa de US$21,000 dólares, la más alta jamás conseguida en su carrera. Tras ese logro de haber sido el primer dominicano en jugar a nivel profesional en las canchas de arcilla de París, consigue entrar al  Torneo de Queen's Club ATP 250 y posteriormente al segundo torneo Grand Slam de su carrera, el Abierto de Tenis de Wimbledon 2014 que le garantizó una bolsa de 27 mil libras esterlinas (US$45 mil o RD$1,9 millones).

#### US Open
En agosto de 2014 alcanza su tercer Grand Slam consecutivo, el Abierto de los Estados Unidos. Antes de que siquiera entrase en la pista para su partido de primera ronda contra el neerlandés Igor Sijsling, ya había logrado algunos récords. Era el primer dominicano en competir en el cuadro central del US Open y a sus 34 años es el jugador de más edad en debutar en el cuadro principal del Grand Slam. Logró superar un set abajo para imponerse a Sijsling por 2-6, 6-4, 6-3, 6-2. El dominicano, de 34 años, superó por 7-6 (2), 4- 6, 6-4 y 6-2 al croata Borna Ćorić (204.º), de 17 años, y alcanzó la tercera ronda. Logró también el récord de disputar el partido de mayor diferencia de edad (17) en la historia del US Open. En 16avos de final, el rival fue el canadiense Milos Raonic, cabeza de serie número cinco en el ranking mundial de la ATP, quien derrotó al alemán Peter Gojowczyk 7-6 (2), 5-7, 6-4, 7-6en su partido previo. El croata nacionalizado canadiense batalló fuertemente con el dominicano para lograr imponerse 7-6, 7-6, 7-6, eliminando al caribeño del certamen.
Aparte de competir en sencillos, el dominicano se inscribió para participar por primera vez en su carrera en la modalidad de dobles de un Gran Slam. Pero no corrió la misma suerte en dobles que en sencillos al caer la noche del miércoles junto a su compañero Teimuraz Gabashvili. El caribeño y el ruso fueron vencidos en sets corridos por 6-3, 6-4 ante los jóvenes estadounidenses Francis Tiafoe y Michael Mmoh, ambos de 16 años. En una hora y un minuto los norteamericanos desvanecieron las esperanzas del quisqueyano que participaba por primera vez en esa modalidad en un torneo Grand Slam, siendo una vez más, el primer dominicano en alcanzar la hazaña.

## Títulos ATP (3; 3+0)

### Individuales (3)
| Leyenda                         |
| ------------------------------- |
| Grand Slam (0)                  |
| ATP World Tour Finals (0)       |
| ATP World Tour Masters 1000 (0) |
| ATP World Tour 500 (0)          |
| ATP World Tour 250 (3)          |

| N.º | Fecha                 | Torneo    | Superficie    | Oponente        | Resultado en la final |
| --- | --------------------- | --------- | ------------- | --------------- | --------------------- |
| 1.  | 8 de febrero de 2015  | Quito     | Tierra batida | Feliciano López | 6-2, 6-7(5), 7-6(5)   |
| 2.  | 7 de febrero de 2016  | Quito (2) | Tierra batida | Thomaz Bellucci | 4-6, 7-6(5), 6-2      |
| 3.  | 12 de febrero de 2017 | Quito (3) | Tierra batida | Paolo Lorenzi   | 6-7(2), 7-5, 7-6(6)   |

### Dobles (0)
| Leyenda                         |
| ------------------------------- |
| Grand Slam (0)                  |
| ATP World Tour Finals (0)       |
| ATP World Tour Masters 1000 (0) |
| ATP World Tour 500 (0)          |
| ATP World Tour 250 (0)          |

#### Finalista (2)
| N.º | Fecha                | Torneo  | Superficie    | Pareja            | Oponentes en la final              | Resultado en la final |
| --- | -------------------- | ------- | ------------- | ----------------- | ---------------------------------- | --------------------- |
| 1.  | 7 de febrero de 2015 | Quito   | Tierra batida | João Souza        | Gero Kretschmer Alexander Satschko | 5-7, 6-7(3)           |
| 2.  | 9 de abril de 2016   | Houston | Tierra batida | Santiago González | Bob Bryan Mike Bryan               | 6-4, 3-6, [8-10]      |

## ATP Challenger Tour (9; 5+4)

### Individuales
| N.º | Fecha      | Torneo                 | Superficie | Rival en la final | Resultado       |
| --- | ---------- | ---------------------- | ---------- | ----------------- | --------------- |
| 1.  | 06.11.2011 | Challenger de Medellín | Tierra     | Alejandro Falla   | 6:72, 6:4, 6:4  |
| 2.  | 22.09.2013 | Challenger de Quito    | Tierra     | Marco Trungelliti | 2:6, 6:4, 6:4   |
| 3.  | 10.11.2013 | Challenger de Bogotá   | Tierra     | Thomaz Bellucci   | 6:2, 3:0 retiro |
| 4.  | 01.03.2014 | Challenger de Salinas  | Tierra     | Andrea Collarini  | 6:3, 6:4        |
| 5.  | 21.02.2015 | Challenger de Morelos  | Tierra     | Damir Dzumhur     | 7:5, 6:4        |

### Dobles
| N.º | Fecha      | Torneo                 | Superficie | Pareja            | Rival en la final                    | Resultado |
| --- | ---------- | ---------------------- | ---------- | ----------------- | ------------------------------------ | --------- |
| 1.  | 03.05.2009 | Challenger de Pereira  | Tierra     | João Souza        | Juan Sebastián Cabal Alejandro Falla | 6:4, 6:4  |
| 2.  | 18.05.2009 | Challenger de Sarasota | Tierra     | Santiago González | Harsh Mankad Kaes Van’t Hof          | 6:2, 6:4  |
| 3.  | 23.11.2010 | Challenger de Cancún   | Tierra     | Santiago González | Reiner Eitzinger César Ramírez       | 6:1, 7:63 |
| 4.  | 15.07.2012 | Challenger de Bogotá   | Tierra     | Marcelo Demoliner | Thomas Fabbiano Riccardo Ghedin      | 6:4, 6:2  |

## Grand Slams
| Torneo                    | 2008  | 2009  | 2010  | 2011  | 2012  | 2013  | 2014  | 2015  | 2016  | SR          | W–L         | Win %       |
| ------------------------- | ----- | ----- | ----- | ----- | ----- | ----- | ----- | ----- | ----- | ----------- | ----------- | ----------- |
| Grand Slam                |       |       |       |       |       |       |       |       |       |             |             |             |
| Abierto de Australia      | A     | A     | A     | A     | A     | A     | A     | 1R    | 1R    | 0 / 2       | 0–2         | 0%          |
| Abierto de Francia        | A     | Q1    | A     | Q1    | Q1    | A     | 1R    | 1R    | 2R    | 0 / 3       | 1–3         | 25%         |
| Wimbledon                 | A     | Q1    | A     | Q1    | A     | Q1    | 1R    | 2R    | 1R    | 0 / 3       | 1–3         | 25%         |
| Abierto de Estados Unidos | Q2    | Q2    | A     | Q1    | Q1    | Q3    | 3R    | 1R    |       | 0 / 2       | 2–2         | 50%         |
| Victorias–Derrotas        | 0–0   | 0–0   | 0–0   | 0–0   | 0–0   | 0–0   | 2–3   | 1–4   | 1–3   | 0 / 8       | 4–10        | 29%         |
| Estadísticas Carrera      |       |       |       |       |       |       |       |       |       |             |             |             |
| Titles / Finales          | 0 / 0 | 0 / 0 | 0 / 0 | 0 / 0 | 0 / 0 | 0 / 0 | 0 / 0 | 1 / 1 | 1 / 1 | 2 / 2       | 2 / 2       | 100%        |
| victorias–derrotas        | 2–2   | 4–0   | 0–3   | 2–1   | 6–0   | 2–1   | 9–10  | 20–20 | 6–6   | 65–491      | 65–491      | 57%         |
| Ranking final2            | 235   | 325   | 211   | 202   | 255   | 144   | 78    | 56    |       | $ 1,220,186 | $ 1,220,186 | $ 1,220,186 |